# Condado de Primorje-Gorski Kotar
El condado de Primorje-Gorski Kotar (en croata: Primorsko-goranska županija) es un condado de la República de Croacia. Su población era de 305.505 habitantes en 2001. Su centro administrativo es la ciudad de Rijeka.
El condado incluye algunas de las islas más grandes del archipiélago dálmata en el golfo de Carnaro: los territorios insulares de Krk, Cres, Lošinj y Rab.

## Ciudades y municipios
El condado de Primorje-Gorski Kotar está subdividido en 36 unidades de gobierno autónomo o distritos, 14 son ciudades administrativas y 22 municipios:

### Ciudades
- Rijeka
- Bakar
- Cres
- Crikvenica
- Bribir
- Čabar
- Delnice
- Kastav
- Kraljevica
- Krk
- Mali Lošinj
- Novi Vinodolski
- Opatija
- Rab
- Vrbovsko

### Municipios

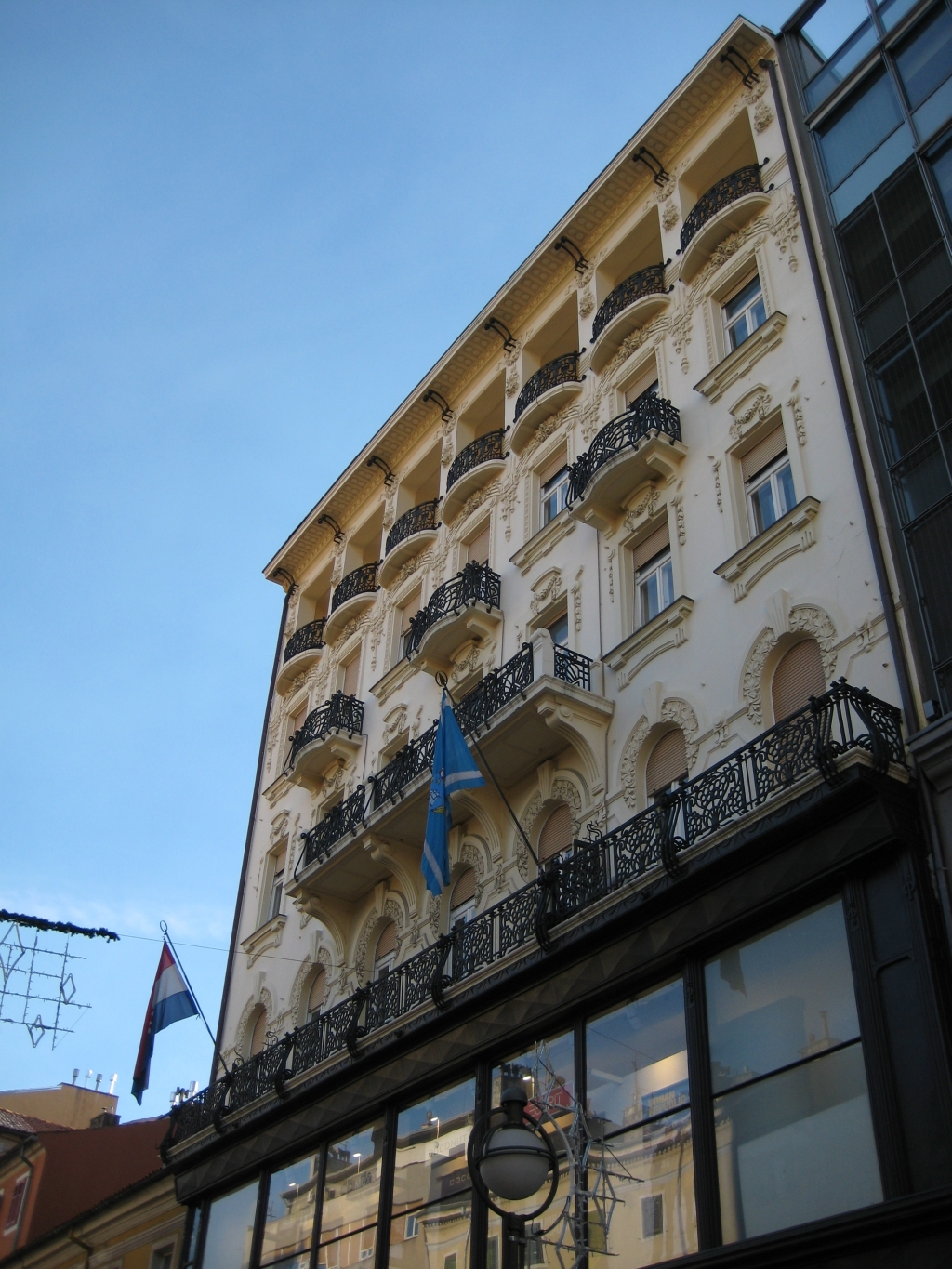
Palacio del Condado en Rijeka.

- Baška
- Brod Moravice
- Čavle
- Dobrinj
- Fužine
- Jelenje
- Klana
- Kostrena
- Lokve
- Lopar
- Lovran
- Malinska-Dubašnica
- Matulji
- Mošćenička Draga
- Mrkopalj
- Omišalj
- Punat
- Ravna Gora
- Skrad
- Vinodolska
- Viškovo
- Vrbnik